# Venagrande
Venagrande è una frazione del comune di Ascoli Piceno, in provincia di Ascoli Piceno, nelle Marche. Fino al 1866 apparteneva al comune di Montadamo, poi soppresso ed accorpato a quello di Ascoli Piceno. Il paese di Venagrande è posto alle pendici sud-occidentali del Monte Ascensione e confina con la frazione di Colonnata, è una delle frazioni più popolose del comune di Ascoli Piceno.

## Geografia fisica
Il paese sorge nella valle del torrente Chiaro, nelle campagne nord-orientali della città di Ascoli Piceno. Il paesaggio è boscoso e ricco di crinali montuosi, strette valli e fossi impervi. Intorno al centro abitato di Venagrande si sviluppano diverse aree coltivate, uliveti, vigneti e aziende agricole. Particolarmente fertili sono le zone pianeggianti a ridosso del fosso di Polesio, dove passa anche la strada provinciale 24, che collega la città di Ascoli a Venagrande e alle frazioni limitrofe. La parte più antica del paese sorge in posizione rialzata a circa 373 metri di altitudine, su di un colle tufaceo. Più in basso invece si è sviluppata negli ultimi decenni una zona più moderna, con nuovi edifici ed abitazioni, nonché servizi commerciali e sociali.

## Storia
Il paese nasce probabilmente in epoca medievale, come conseguenza dell'incastellamento delle popolazioni agricole che abitavano le campagne del contado ascolano. Il nome originario del paese era Vena Carpignana, toponimo di origine romana che indica che la zona era frequentata anche in tempi più arcaici. Dopo un periodo di indipendenza all'interno dello stato di Ascoli, nel XV secolo il paese passa sotto l'amministrazione del podestà di Montadamo, potente castello ascolano molto vicino a Venagrande. In epoca napoleonica assume definitivamente l'attuale denominazione di Venagrande. Anche all'interno dello Stato Pontificio rimane sotto il controllo del municipio di Montadamo, fino a quando nel 1866, dopo l'Unità d'Italia, il comune viene soppresso e sia Venagrande sia Montadamo diventano frazioni di Ascoli Piceno.
La storia di Venagrande è dunque molto legata a quella di Montadamo, come anche a quella di Polesio, paese non molto distante.

## Monumenti e luoghi d'interesse
- Chiesa parrocchiale di Maria Santissima Assunta, rientrante nella Diocesi di Ascoli Piceno
- Palazzo Priori

## Geografia antropica
Come già detto il centro abitato si compone di due zone, una più alta, che corrisponde al paese antico, con caratteristiche costruzioni di pietra, e l'altra più a valle, che corrisponde alla parte più moderna, con abitazioni e palazzine di recente costruzione. Intorno al paese sorgono molte case sparse e casolari di campagna, in particolare nelle vicine località di Valle Caciano, Carpignano e lungo la Via della Polveriera. Complessivamente la frazione di Venagrande risulta avere 648 abitanti, di cui 610 nel centro abitato. La località di case sparse Cignano, a sud di Venagrande, possiede 82 abitanti.

## Dati amministrativi
La frazione è sede della VI Circoscrizione dell'Amministrazione comunale ascolana in cui sono compresi anche i territori dei centri abitati di Casalena, Cignano, Montadamo, Morignano, Pagani, Polesio, Trivigliano, Venapiccola.